# Суґарлоаф
Суґарлоаф (англ. Mount Sugarloaf; укр. Цукрова голова) — гора між східними відрогами Південних Альп та гірським хребтом Тейлор, в регіоні Кентербері, на Південному острові, Новій Зеландії.

## Географія
Гора розташована в районі Ашбертон, у південній частині країни, за 400 км на південний захід від столиці країни Веллінгтона, на північно-східному узбережжі озера Герон.
Земля навколо гори Суґарлоаф гориста на заході, півночі та сході з висотами до 2000—2500 м, а на півдні быльш як на два десятки кілометрів тягнеться горбиста долина з висотами 550—600 м, з окремими вершинами до 800—1000 м. Далі на південь висоти сягають 1300—1800 м. Місцевість навколо гори Суґарлоаф малозаселена, з густотою менше 2 осіб на 1 км². Навколо відсутні міста. Прилегла територія гори Суґарлоаф майже повністю вкрита рослинним трав'янистим покривом (або злаковими, лат. Poaceae).
Абсолютна висота вершини 1238 метри над рівнем моря. Відносна висота — 484 м. За цим показником гора відноситься до «незалежних вершин» Нової Зеландії. Найнижче ключове сідло вершини, по якому вимірюється її відносна висота, має висоту 754 м над рівнем моря і розташоване за 0,982 км (982 м) на північний-схід (43°27′13″ пд. ш. 171°12′30″ сх. д. / 43.45361° пд. ш. 171.20833° сх. д.) від вершини гори. Топографічна ізоляція вершини відносно схилу масиву найближчої вищої гори Катерини (англ. Mount Catherine), вершина якої розташована на північному сході (за 6,5 км), становить 3,3 км.

## Клімат
Клімат помірний морський. Середня температура 6 °С. Найспекотніший місяць — січень Т ср. 14 °C, а найхолодніший липень −4 ° С. Середня кількість опадів становить 1228 міліметрів на рік. Найбільш вологим місяцем є жовтень з середньою кількістю опадів 167 мм, а найменше вологіший лютий — 68 мм.

## Нотатки
1. ↑  Це гори із списку «Незалежних вершин» — вершин, які не належать до масиву найближчої вищої гори, бо мають відносну висоту не менше 300 м (985 футів), що повністю відповідає горам у «Списку гір Нової Зеландії» «Новозеландського альпійського клубу», хоча ця висота на 200 метрів менше від загально прийнятої величини у 500 м.
2. ↑  Найнижче ключове сідло вершини розташоване на березі невеликого болота, біля підніжжя самої гори, зі сторони її північно-східного схилу.